# پاور ترپ
پاور ترپ یک گروه ترش متال آمریکایی است که در سال ۲۰۰۸ در دالاس، تگزاس شکل گرفت. تا سال ۲۰۲۰، ترکیب پاور ترپ شامل ریلی گیل (خواننده)، کریس اولش (درامز)، کریس وتزل (باس)، بلیک ایبانز (گیتار) و نیک استوارت (گیتار) بود. تا به امروز، این گروه دو آلبوم استودیویی با طول کامل، دو EP و یک آلبوم تلفیقی منتشر کرده‌است.

## تاریخ
در سال ۲۰۱۳، این گروه با برچسب Southern Lord Records به امضا رسید و اولین آلبوم استودیویی خود با نام Manifest Decimation را منتشر کرد. دومین آلبوم آنها به نام Nightmare Logic در سال ۲۰۱۷ با تحسین منتقدان منتشر شد. در سال ۲۰۱۸، آلبوم Opening Fire: 2008–2014 منتشر شد.

## اعضای گروه
اعضای کنونی
- بلیک ایبانز - گیتار (۲۰۰۸ - حال)
- نیک استوارت - گیتار (۲۰۰۸ - حال)
- کریس وتزل - باس (۲۰۰۸ - حال)
- کریس اولش - درامز (۲۰۰۸ - حال)

اعضای پیشین
- رایلی گیل - آواز (۲۰۰۸–۲۰۲۰؛ ۲۰۲۰ درگذشت)